# Gigantactis
Genre
Gigantactis est un genre de poissons de la famille des Gigantactinidae, vivant dans les abysses et possédant un illicium.
Les Gigantactis ne sont pas des exemples habituels parmi les lophiiformes. Ils sont allongés avec des muscles puissants qui leur permettent une vitesse de pointe honorable. Leur leurre lumineux est très allongé et peut mesurer 4 à 5 fois la taille totale du poisson. La fonction exacte de ce leurre n'est pas encore connue.

## Liste d'espèces
Selon FishBase et WRMS :
- Gigantactis balushkini Kharin, 1984
- Gigantactis elsmani Bertelsen, Pietsch & Lavenberg, 1981
- Gigantactis gargantua Bertelsen, Pietsch & Lavenberg, 1981
- Gigantactis gibbsi Bertelsen, Pietsch & Lavenberg, 1981
- Gigantactis golovani Bertelsen, Pietsch & Lavenberg, 1981
- Gigantactis gracilicauda Regan, 1925
- Gigantactis herwigi Bertelsen, Pietsch & Lavenberg, 1981
- Gigantactis ios Bertelsen, Pietsch & Lavenberg, 1981
- Gigantactis kreffti Bertelsen, Pietsch & Lavenberg, 1981
- Gigantactis longicauda Bertelsen & Pietsch, 2002
- Gigantactis longicirra Waterman, 1939
- Gigantactis macronema Regan, 1925
- Gigantactis meadi Bertelsen, Pietsch & Lavenberg, 1981
- Gigantactis microdontis Bertelsen, Pietsch & Lavenberg, 1981
- Gigantactis microphthalmus (Regan & Trewavas, 1932)
- Gigantactis paxtoni Bertelsen, Pietsch & Lavenberg, 1981
- Gigantactis perlatus Beebe & Crane, 1947
- Gigantactis savagei Bertelsen, Pietsch & Lavenberg, 1981
- Gigantactis vanhoeffeni Brauer, 1902
- Gigantactis watermani Bertelsen, Pietsch & Lavenberg, 1981

Auxquels l'ITIS ajoute :
- Gigantactis filibulbosus Fraser-Brunner, 1935